# Miracle Mile Shops
Miracle Mile Shops – centrum handlowe o powierzchni 44.129 m², położone przy bulwarze Las Vegas Strip w Paradise, w stanie Nevada. Wchodzi w skład kompleksu Planet Hollywood Resort and Casino.
W Miracle Mile Shops znajduje się ponad 170 butików oraz 15 restauracji. Obiekt oferuje bardzo szeroki przekrój sklepów, jednak w przeciwieństwie do The Crystals czy The Forum Shops, większość z nich, to marki cenowo przystępne dla większości gości.

## Historia

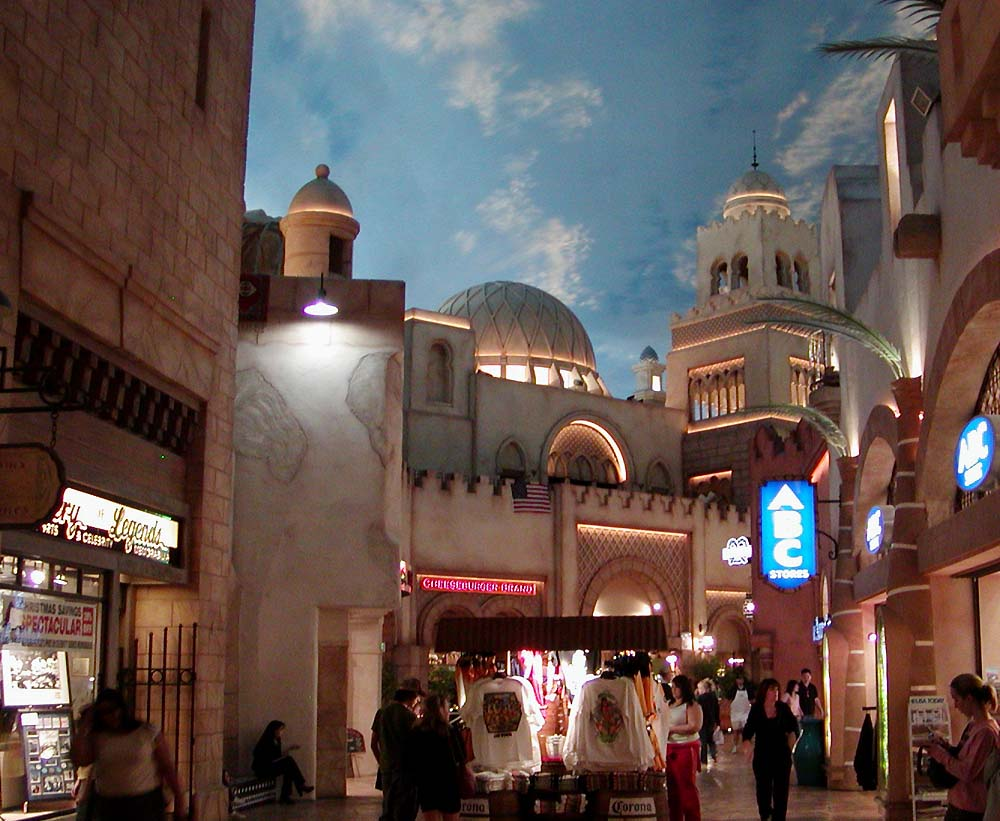
Utrzymany w marokańskim stylu Dessert Passage

Warte 300 milionów centrum zostało otwarte wraz ze zrekonstrukowanym hotelem Aladdin w sierpniu 2000 roku. Pierwotnie nosiło nazwę Desert Passage i zostało wybudowane przez Trizec Properties, a następnie również zarządzane przez tę samą korporację. Centrum inspirowane było stylem marokańskim, podobnie jak i cały obiekt Aladdin.
W 2003 roku nowym właścicielem centrum handlowego została firma Boulevard Invest LLC.
Niedługo po tym, Aladdin został poddany gruntownym renowacjom, które całkowicie zmieniły jego charakter, a także samą nazwę – na Planet Hollywood. Modernizację przeszedł również Desert Passage; usunięto elementy inspirowane kulturą marokańską, a centrum zaadaptowano zgodnie ze stylem Los Angeles. Od tego momentu jego nowa nazwa brzmi Miracle Mile Shops.